# ماري إليانور براكنريدغ
ماري إليانور براكنريدغ (بالإنجليزية: Mary Eleanor Brackenridge)‏ هي سيدة أعمال وسفرجات أمريكية، ولدت في 7 مارس 1837 في مقاطعة واريك في الولايات المتحدة، وتوفيت في 14 فبراير 1924.